# Michał Kazimierz Wołmiński
Michał Kazimierz Wołmiński z Zegrza herbu Rawicz (zm. 1672) – sędzia ziemski upicki w latach 1666–1672, podsędek upicki w latach 1664–1666, podstarości upicki w latach 1647–1652, sędzia grodzki upicki w latach 1643–1647, skarbnik upicki w latach 1641–1664, członek Rady Konsultacyjnej Litwy Szwedzkiej w latach 1655–1656 z powiatu upickiego.
Jako poseł na sejm konwokacyjny 1648 roku z powiat upicki (I Rzeczpospolita)powiatu upickiego był członkiem konfederacji generalnej zawiązanej 31 lipca 1648 roku. 20 października 1655 roku podpisał ugodę kiejdańską.
Poseł sejmiku upickiego na sejm 1650, 1652 (I), 1654 (I), 1658, 1662, 1665, 1666 (I) roku. Poseł na sejm konwokacyjny 1668 roku z powiatu upickiego. Był członkiem konfederacji generalnej zawiązanej 5 listopada 1668 roku na tym sejmie.
Na sejmie 1662 roku wyznaczony z Koła Poselskiego komisarzem do zapłaty wojsku Wielkiego Księstwa Litewskiego.
Jako poseł powiatu upickiego na sejm elekcyjny 1669 roku podpisał pacta conventa Michała Korybuta Wiśniowieckiego w 1669 roku.